# Марданов, Видади Нажмуддинович
Видади Нажмуддинович Марданов (1986, Дербент — 21 февраля 2023, Дербент) — президент российской лиги NFC по MMA и грэпплингу. Чемпион мира по грэпплингу и джиу-джитсу, тренер.

## Биография
Родился в 1986 году в Дербенте (Дагестан, Россия).
Являлся президентом российской спортивной лиги NFC (Naiza Fighter Championship) по MMA и грэпплингу.
Участвовал в международных и всероссийских турнирах (соревнованиях). Завоевал титул чемпиона мира по грэпплингу и джиу-джитсу. Вёл тренерскую работу.
21 февраля 2023 года Марданов был застрелен из охотничьего ружья. На момент смерти ему было 36 лет.

## Достижения
- Чемпион мира по грэпплингу (Чемпионат мира по версии ACBJJ, г. Москва)[7]
- Чемпион мира по джиу-джитсу (Чемпионат мира по версии AGML), г. Санкт-Петербург, ноябрь 2019 [8]
- Являлся президентом российской лиги NFC по MMA и грэпплингу

## Убийство
Погиб 21 февраля 2023 года на улице Гагарина. По предварительным данным, около 4-х часов утра Марданов вышел из дома, чтобы переговорить с неизвестными. По версии следствия, в ходе массовой драки между жителями Махачкалы и Дербента один из участников конфликта несколько раз выстрелил из охотничьего ружья в землю. В результате рикошета пуля попала в потерпевшего, 36-летнего жителя города Дербента — проинформировали в Следственном комитете.